# 猛威
| ウィキペディアには「猛威」という見出しの百科事典記事はありません（タイトルに「猛威」を含むページの一覧/「猛威」で始まるページの一覧）。 代わりにウィクショナリーのページ「猛威」が役に立つかもしれません。 |